# Valerio Baldassari
Valerio Baldassari (c.1650- después de 1695) fue un pintor italiano del Barroco. Nació en Pescia, y se formó con Pietro Dandini. Se dice que trabajaba con tal celeridad que sus trabajos parecían más bocetos que obras terminadas("lavorava ogni cosa con quella tale sprezzatura... di modo che le sue opere sembrano piuttosto abozzi che pitture terminate"). Se le conoce
también como Baldissari.